# Pilosella rubra
Pilosella rubra — вид квіткових рослин з родини айстрових (Asteraceae). Вид зростає в Європі: Німеччина, Швейцарія, Ліхтенштейн, Австрія, Польща, Чехія, Італія, Румунія; це багаторічна рослина помірних біомів.

## Середовище
Його середовищем існування є гірські луки на кислих, бідних поживними речовинами ґрунтах.

## Морфологічна характеристика
Багаторічна трав'яниста рослина з розеткою листя на рівні землі та переважно з підземними та надземними відростками; стебла прямовисні або висхідні біля основи, заввишки 25–40 см, з нещільними, волотистими або роздвоєними суцвіттями у верхній половині, з рясними простими та розсіяними зірчастими волосками знизу, зі стеблинковими залозками зверху, а нижче суцвіття кількість зірчастих волосків збільшується. Листки в наземній розетці зворотно-ланцетне, 9–20 см завдовжки, від трав'яно-зеленого до темно-зеленого, м'яко запушене, із зірчастими волосками лише з нижнього боку; стеблових листків найчастіше 2–4. Зазвичай буває 2–6 суцвіть на стеблах довжиною 1–3(20) см. Квітки від пурпурового до оранжево-червоного кольору, з язичковим квіткою до 1,5 см завдовжки. Сім'янки мають довжину 2,5–2,8 мм.